# Charlotte Rampling

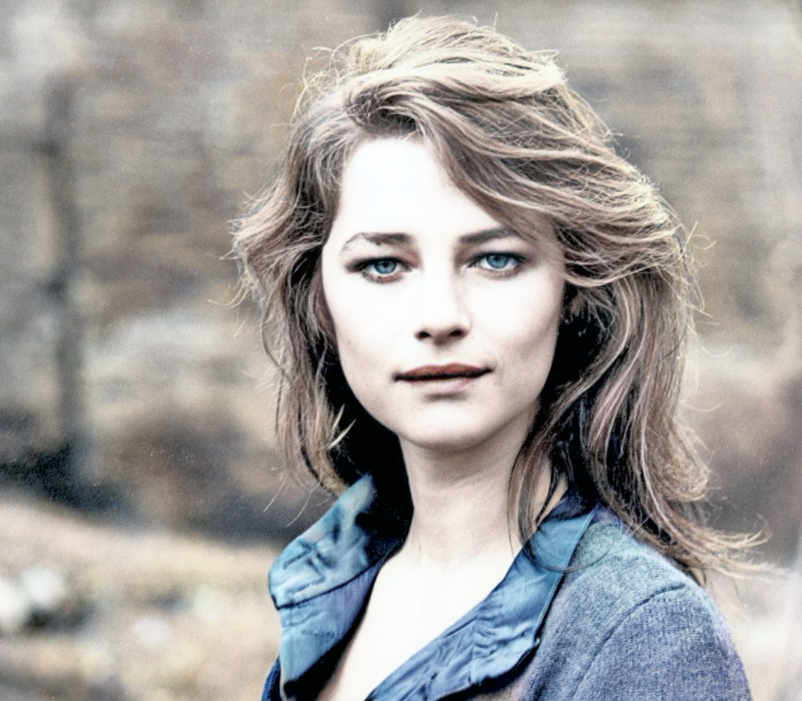
Rampling in 1974

Tessa Charlotte Rampling, (Sturmer, 5 februari 1946) is een Engelse actrice, model en zangeres, vooral bekend van haar rollen in Europese arthouse-films in drie talen: Engels, Frans en Italiaans. Ze begon haar carrière als model en werd later een mode-icoon en een muze.

## Levensloop
Rampling werd geboren als dochter van Isabel Anne (geboren Gurteen), een schilderes en de Britse officier en Olympisch estafettekampioen Godfrey Rampling. Zij bezocht prestigieuze scholen in Frankrijk en Engeland, voordat ze een carrière als model begon. Maar kort daarna nam ze afscheid van deze carrière en volgde ze een jaar les aan de Londense toneelschool The Royal Court. Een jaar later nam ze haar eerste grote rol op zich als kamergenoot van Lynn Redgrave in de komedie Georgy Girl. De bijrol maakte haar bekend buiten Groot-Brittannië en gaf haar andere rolaanbiedingen. In 1967 verscheen ze als Hanna Wilde in de aflevering "The Superlative Seven" van de televisieserie De Wrekers, originele titel The Avengers.
In haar thuisland werden eind jaren zestig echter vooral oppervlakkige komedies opgenomen. De aangeboden rollen waren daarom, volgens Rampling, "dollybirds en meisjes die plots volgden en vriendin van de held". Op zoek naar meer opwindende rollen, wendde ze zich tot de Italiaanse cinema en speelde ze een ondersteunende rol in Luchino Visconti's politieke drama The Damned. Tot het midden van de jaren zeventig werkte ze in veel Italiaanse producties, waaronder 1974 in Liliana Cavani's The Night Porter, wat een schandaal veroorzaakte, omdat het een sadomasochistische relatie verbeeldt tussen de voormalige concentratiekampbewaker (Dirk Bogarde) en zijn vrouwelijke gevangene (Rampling). De film werd verboden in Italië en leidde tot verhitte debatten onder Europese en Amerikaanse filmcritici.
Haar verschijning in deze film stuwde haar carrière echter vooruit en vestigde haar aandacht op regisseurs als Woody Allen, Sidney Lumet en Alan Parker. Geregisseerd en samen met Allen nam ze de vrouwelijke hoofdrol op zich in Stardust Memories in 1980. Omdat haar vanaf nu ingewikkelde vrouwenrollen werden aangeboden, werkte ze in de jaren tachtig vooral in Europa. In 2000 speelde ze de hoofdrol in het drama Sous le sable van François Ozon, waarvoor ze een nominatie kreeg voor een César Filmprijs en een Europese Filmprijs voor beste actrice. Haar succes maakte haar bekend bij een nieuw publiek en was het startschot voor haar tweede carrière, die sindsdien is voortgezet.
Voor haar bijdrage aan de culturele betrekkingen tussen Frankrijk en Groot-Brittannië werd zij eind 2000 benoemd tot Officier in de Orde van het Britse Rijk.
In 1972 trouwde Rampling met de Nieuw-Zeelandse acteur en publicist Bryan Southcombe en kreeg een zoon, Barnaby voordat ze in 1976 scheidde. In 1978 trouwde Rampling met de Franse componist Jean-Michel Jarre en kreeg een tweede zoon, David. Het huwelijk werd in 1997 publiekelijk ontbonden, hun scheiding was definitief in 2002. Rampling was van 1998 tot aan zijn dood in 2015 verloofd met Jean-Noël Tassez, een Franse journalist en zakenman.

## Discografie

### Albums
- Comme Une Femme, - Inca Records (2002)
- Les Grains De Sable, - Sturmer Productions (2010)

## Publicatie
- Who I Am, Icon Books, 2017 (met Christophe Bataille) - memoires